# Janis Hughes
Janis Hughes (* 1958 in Glasgow) ist eine schottische Politikerin und Mitglied der Labour Party.
Hughes besuchte die Queen’s Park School und die Glasgow School of Nursing. Anschließend war sie 20 Jahre lang im Gesundheitssektor tätig.
Bei den Schottischen Parlamentswahlen 1999 kandidierte Hughes für den Wahlkreis Glasgow Rutherglen und errang das Mandat mit deutlichem Vorsprung vor dem SNP-Kandidaten. In der Folge zog sie in das neugeschaffene Schottische Parlament ein. Bei den Parlamentswahlen 2003 verteidigte Hughes ihr Mandat. Zu den Parlamentswahlen 2007 trat sie nicht mehr an. Als Nachfolger kandidierte James Kelly für Glasgow Rutherglen und errang ebenfalls das Mandat.